# Thiemo de Bakker
Thiemo Carsten Jannick de Bakker, né le 19 septembre 1988 à La Haye, est un joueur de tennis néerlandais, professionnel depuis 2006.
Jamais titré sur le circuit ATP, il a réalisé ses meilleurs résultats en 2010 en arrivant notamment en demi-finale de l'Open de Barcelone et de New Haven, peu après avoir atteint son meilleur classement ATP, une 40e place.

## Carrière
Grand espoir du tennis néerlandais, il devient champion d'Europe en 2005 en battant en finale le français Alexandre Sidorenko. En 2006, il est sacré Champion du monde junior grâce à des victoires acquises à Mexico, San José, Melbourne, Santa Croce, Roehampton et surtour à Wimbledon. Il conclut sa saison avec un total impressionnant de 43 victoires pour 3 défaites.

### 2009: victoires sur le circuit Challenger
En 2009, sorti des qualifications, Thiemo de Bakker est défait par son compatriote Jesse Huta Galung en finale du tournoi de Caltanissetta. Il remporte en revanche son premier titre à Tampere puis trois autres au cours de la saison.
En Coupe Davis, contre l'équipe de France, le Néerlandais gagne son premier match face à Gaël Monfils, mais perd contre Jo-Wilfried Tsonga en quatre sets.

### 2010: premiers succès sur le circuit ATP
À l'Open de Madras, Thiemo de Bakker arrive pour la première fois de sa carrière jusqu'aux quarts de finale d'un tournoi ATP après des victoires face à Rajeev Ram, puis son compatriote Robin Haase. Il se fait éliminer par Janko Tipsarević. Il perd ensuite au premier tour à l'Open d'Australie contre Andy Roddick, mais il parvient à atteindre le second tour du Tournoi de Rotterdam, où il s'incline devant Gaël Monfils. Lors de la tournée américaine, il accède au 3e tour à Indian Wells et le second à Miami.
Lors de l'Open de Barcelone, classé ATP 500 Series, le Néerlandais se qualifie pour les quarts de finale après avoir battu Juan Carlos Ferrero (7-62, 3-6, 7-64), et accède aux demi-finales en s'imposant devant le Français Jo-Wilfried Tsonga, 10e mondial (6-4, 3-6, 6-3). Il est finalement défait par Robin Söderling. Grâce au bon parcours, il entre dans le top 50 le 26 avril 2010. Il réalise un très bon Roland-Garros, en atteignant le 3e tour, battant au passage la tête de série numéro 32, Guillermo García-López. Il retrouve Tsonga qui en profite pour prendre sa revanche (6-7, 7-6, 6-3, 6-4). Il enchaîne avec le tournoi de Wimbledon, où il atteint là aussi le 3e tour, éliminé par Paul-Henri Mathieu après avoir écarté John Isner en seulement 1 h 14 (6-0, 6-3, 6-2), lequel venait de terminer le match le plus long de l'histoire du tennis. Il est de nouveau seizième de finaliste lors de l'US Open. Il s'agit de ses dernières victoires en Grand Chelem.

### Depuis 2011
Plusieurs blessures et une hygiène de vie déplorable (alcool, tournois de poker) viennent perturber sa carrière dès 2011. Il ne remporte en effet cette année-là que deux matchs dans des tournois ATP. Retombé au-delà de la 200e place, il parvient à se reprendre en disputant des épreuves du circuit secondaire, remportant notamment 5 tournois dont 3 Challenger en 2012. En 2013, il joue son unique finale ATP en double à Rotterdam avec Jesse Huta Galung. Il refait également parler de lui à l'occasion du tournoi de Båstad puisqu'il élimine Tomáš Berdych, n°6 mondial, en quart de finale avant de s'incliner contre Carlos Berlocq.
En 2014, il sort des qualifications et atteint le 3e tour à Miami où il s'incline contre Roger Federer. Fin 2015, il s'adjuge consécutivement deux tournois à Las Vegas et Monterrey et réintègre brièvement le top 100. Blessé à la cheville fin 2016, sa saison 2017 est également marquée par une blessure au dos.
En 2018, il refait parler de lui lorsque les Pays-Bas parviennent à réintégrer le Groupe mondial de la Coupe Davis. Il bat pour son premier match Adrian Mannarino en trois sets (7-64, 6-3, 6-3). Après deux demi-finales, il s'adjuge son dernier Challenger à Schéveningue en septembre. Il met fin à sa saison 2019 après une victoire lors d'un tournoi ITF en Sardaigne. Il subit ensuite une opération au genou gauche puis deux autres au cours des années suivantes. Il fait son retour en 2023 et remporte cette année-là deux tournois en Belgique et aux Pays-Bas.
Il a remporté 11 tournois Challenger en simple durant sa carrière : Tampere, Vigo, Saint-Sébastien et Brașov en 2009, Bercuit, Alphen-sur-le-Rhin et San Juan en 2012, Santiago en 2014, Las Vegas et Monterrey en 2015 et Schéveningue en 2018.

## Palmarès

### Titre en double messieurs
Aucun

### Finale en double messieurs
| No | Date       | Nom et lieu du tournoi                     | Catégorie | Dotation    | Surface    | Vainqueurs                      | Partenaire        | Score            |          |
| -- | ---------- | ------------------------------------------ | --------- | ----------- | ---------- | ------------------------------- | ----------------- | ---------------- | -------- |
| 1  | 11-02-2013 | ABN AMRO World Tennis Tournament Rotterdam | ATP 500   | 1 267 875 € | Dur (int.) | Robert Lindstedt Nenad Zimonjić | Jesse Huta Galung | 5-7, 6-3, [10-8] | Parcours |

## Parcours dans les tournois duGrand Chelem

### En simple
| Année | Open d'Australie | Open d'Australie | Internationaux de France | Internationaux de France | Wimbledon       | Wimbledon     | US Open         | US Open         |
| ----- | ---------------- | ---------------- | ------------------------ | ------------------------ | --------------- | ------------- | --------------- | --------------- |
| 2007  | —                | —                | —                        | —                        | 1er tour (1/64) | Wayne Arthurs | —               | —               |
| 2008  | —                | —                | —                        | —                        | —               | —             | —               | —               |
| 2009  | —                | —                | —                        | —                        | —               | —             | —               | —               |
| 2010  | 1er tour (1/64)  | Andy Roddick     | 3e tour (1/16)           | J.-W. Tsonga             | 3e tour (1/16)  | P.-H. Mathieu | 3e tour (1/16)  | Robin Söderling |
| 2011  | 1er tour (1/64)  | Gaël Monfils     | 1er tour (1/64)          | Novak Djokovic           | —               | —             | 1er tour (1/64) | Malek Jaziri    |
| 2012  | —                | —                | —                        | —                        | —               | —             | —               | —               |
| 2013  | —                | —                | 1er tour (1/64)          | S. Wawrinka              | 1er tour (1/64) | James Blake   | 1er tour (1/64) | Pablo Andújar   |
| 2016  | 1er tour (1/64)  | Marin Čilić      | 1er tour (1/64)          | G. García-López          | —               | —             | —               | —               |

N.B. : à droite du résultat se trouve le nom de l'ultime adversaire.

### En double
| Année | Open d'Australie | Open d'Australie | Internationaux de France  | Internationaux de France | Wimbledon               | Wimbledon                     | US Open | US Open |
| ----- | ---------------- | ---------------- | ------------------------- | ------------------------ | ----------------------- | ----------------------------- | ------- | ------- |
| 2010  | —                | —                | 1er tour (1/32) R. Wassen | Łukasz Kubot O. Marach   | 2e tour (1/16) R. Haase | Sa. Ratiwatana So. Ratiwatana | —       | —       |

N.B. : le nom du ou de la partenaire se trouve sous le résultat ; le nom des ultimes adversaires se trouve à droite.

## Parcours dans lesMasters 1000
| Année | Indian Wells         | Miami                | Monte-Carlo      | Rome                 | Madrid            | Canada             | Cincinnati         | Shanghai            | Paris               |
| ----- | -------------------- | -------------------- | ---------------- | -------------------- | ----------------- | ------------------ | ------------------ | ------------------- | ------------------- |
| 2010  | 3e tour A. Roddick   | 2e tour T. Berdych   | 2e tour R. Nadal | 1er tour V. Troicki  | —                 | 2e tour G. Monfils | 2e tour A. Roddick | 2e tour Juan Mónaco | 1er tour S. Giraldo |
| 2011  | 1er tour Be. Becker  | —                    | —                | 1er tour F. Volandri | 2e tour G. García | —                  | —                  | —                   | —                   |
| 2012  | —                    | —                    | —                | —                    | —                 | —                  | —                  | —                   | —                   |
| 2013  | —                    | 1er tour H. Zeballos | —                | —                    | —                 | —                  | —                  | —                   | —                   |
| 2014  | —                    | 3e tour R. Federer   | —                | —                    | —                 | —                  | —                  | —                   | —                   |
| 2015  | 1er tour J. Nieminen | —                    | —                | —                    | —                 | —                  | —                  | —                   | —                   |
| 2016  | 2e tour Sam Querrey  | —                    | —                | —                    | —                 | —                  | —                  | —                   | —                   |

N.B. : sous le résultat se trouve le nom de l’ultime adversaire.